# 634 (szám)
A 634 (római számmal: DCXXXIV) egy természetes szám, félprím, a 2 és a 317 szorzata.

## A szám a matematikában
A tízes számrendszerbeli 634-es a kettes számrendszerben 1001111010, a nyolcas számrendszerben 1172, a tizenhatos számrendszerben 27A alakban írható fel.
A 634 páros szám, összetett szám, azon belül félprím, kanonikus alakban a 21 · 3171 szorzattal, normálalakban a 6,34 · 102 szorzattal írható fel. Négy osztója van a természetes számok halmazán, ezek növekvő sorrendben: 1, 2, 317 és 634.
A 634 négyzete 401 956, köbe 254 840 104, négyzetgyöke 25,17936, köbgyöke 8,59072, reciproka 0,0015773. A 634 egység sugarú kör kerülete 3983,53948 egység, területe 1 262 782,017 területegység; a 634 egység sugarú gömb térfogata 1 067 471 731,4 térfogategység.